# Carlota de Mena
Carlota de Mena con nombre de nacimiento Carlota de Mena i Zamora (Tortosa, 1845-Manresa, 29 de diciembre de  1902, fue una actriz de teatro catalana.

## Biografía
Debutó a los nueve años, haciendo pequeños papeles con su madre, la actriz Dolors Zamora de Mena. Participó como primera actriz a la compañía de Antonio Tutau, al que estuvo unida sentimentalmente hasta la muerte de su primer marido, Carlos Delhom, momento en que se casó. Estrenó algunos de los grandes éxitos de Ángel Guimerà, como El fill del rei (1886), La boja (1890) o  L'ànima morta (1892).
Sus hijos, Dolores y Carlos Delhom, fueron también actores.
En 1902, mientras representaba en Manresa  Manresa Locura de amor de Manuel Tamayo y Baus, sufrió un ataque de apoplejía y falleció poco después.